# Rhodospirillum rubrum
Rhodospirillum rubrum (лат.) — вид грамотрицательных пурпурных бактерий из семейства Rhodospirillaceae класса альфа-протеобактерий.

## Морфология и генетика
Клетки R. rubrum — грамотрицательные, в основном спиралевидные, с полярно расположенными жгутиками, достигают 3—10 мкм в длину и 0,5—1,5 мкм в ширину. Клетки имеют многослойную наружную оболочку. В очень молодых культурах клетки похожи на нефотосинтезирующие. При анаэробном росте на свету в клетках появляются ламеллы и окрашенные хроматофоры. Хроматофоры появляются в культурах после первых 12 часов роста, а у клеток культур старше 8 дней имеются и хроматофоры, и ламеллы. У клеток, растущих в аэробных условиях, хроматофоров нет. Хроматофоры содержат много белка, бактериохлорофиллы, каротиноиды (например, спириллоксантин), а также фосфолипиды. Хроматофоры могут осуществлять светозависимый синтез АТФ, то есть необходимы для фотосинтеза. Поскольку каротиноиды появляются только в анаэробных условиях, когда клетка фотосинтезирует, то клетки становятся окрашенными только в анаэробных условиях.

## Физиология
В анаэробных условиях на свету R. rubrum может существовать как фотогетеротроф или фотоавтотроф, а в темноте может расти в микроаэрофильных или аэробных условиях. В аэробных условиях фотосинтез в клетках R. rubrum подавлен. Фиксация СО2 осуществляется при помощи цикла Кальвина с ключевым ферментом Рубиско. В фотогетеротрофных условиях цикл Кальвина играет важную роль в балансе окислительно-восстановительных эквивалентов и служит их вместилищем. R. rubrum — первая известная бактерия, которая экспрессирует Рубиско в аэробных хемогетеротрофных условиях.
R. rubrum также является азотофиксирующей бактерией, то есть может экспрессировать и регулировать нитрогеназу — белковый комплекс, катализирующий превращение атмосферного азота в аммиак. Из-за этого важного качества, R. rubrum был выбран многими исследователями в качестве модельного организма для понимания схемы и регуляции азотофиксации. Именно на R. rubrum была впервые продемонстрирована пост-трансляционная регуляция нитрогеназы. Она заключается в том, что белок нитрогеназа модифицируется путём АДФ-рибозилирования по 101-му остатку аргинина (Arg101). Такая реакция происходит в ответ на наличие в среде так называемых факторов отключения — L-глутамина или аммиака, а также при наступлении темноты. Подобное поведения микроорганизма объяснимо: гораздо легче получать азот путём отщепления аминогрупп у глутамина или усвоением аммиака. Отсутствие же света делает невозможным процесс фотосинтеза и как следствие процесс азотофиксации.

## Применение
Европейское космическое агентство выбрало штамм Rhodospirillum rubrum S1H для фотогетеротрофной ассимиляции летучих жирных кислот в восстановительной жизнеподдерживающей системе MELiSSA. Генно-модифицированный R. rubrum может применяться в биотехнологии для синтеза полигидроксиалканоатов (природных биоразлагаемых полимеров, которые во многих случаях могут заменить неразлагаемые полимеры, полученные из нефтепродуктов), а также других биополимеров из синтез-газа (смеси угарного газа, углекислого газа и водорода). Синтез газ, соответственно, можно получить с помощью пиролиза органических отходов. R. rubrum имеет потенциал для применения в очистке сточных вод.